# Jaime Preciado

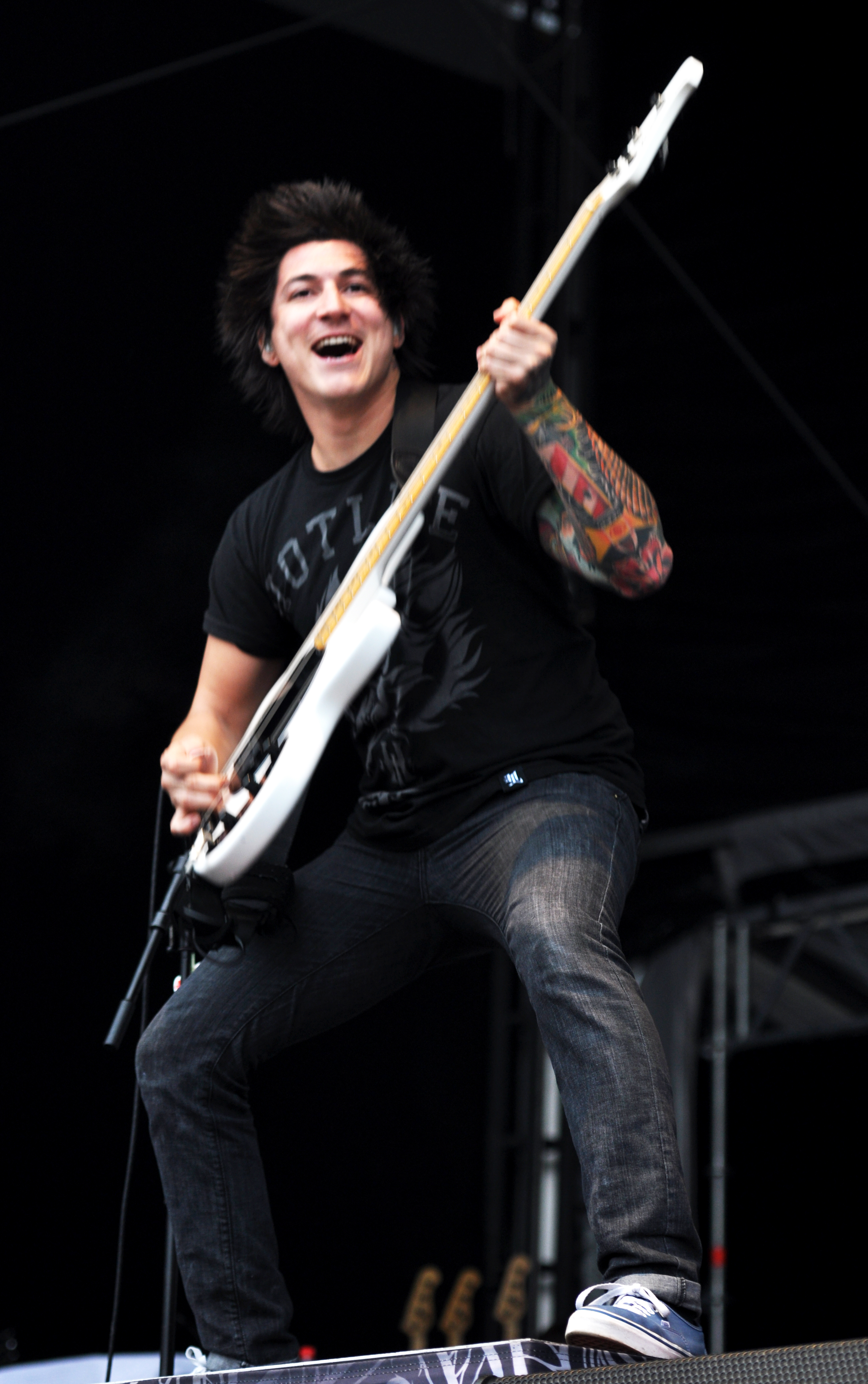
Jamie Preciado auf der Clubstage bei Rock am Ring 2013

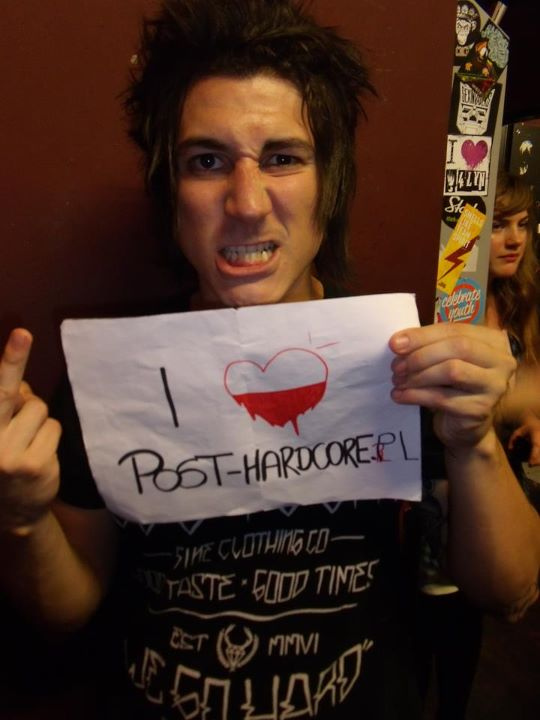
Jamie Preciado im November 2011 in Berlin

Jaime Alberto Preciado (* 17. Mai 1986 in San Diego, Kalifornien) ist ein US-amerikanischer Rockmusiker. Er ist Bassist, Keyboarder und Backgroundsänger von Pierce the Veil. Er hat, wie die übrigen Mitglieder Pierce the Veils, mexikanische Wurzeln; seine Familie stammt aus Guadalajara.

## Leben und Wirken

### Leben
Seine Familie stammt aus der mexikanischen Stadt Guadalajara. Er wurde am 17. Mai 1986 in San Diego, Kalifornien geboren und hat einen Bruder. Laut dem britischen Kerrang! arbeitet Preciado an seinem Pilotenschein. Als Kind lernte Preciado zuerst Trompete zu spielen. Später bekam er von seinem Onkel eine Bassgitarre geschenkt.

### Karriere
Bevor Jaime Preciado bei Pierce the Veil als Bassist einstieg war er bei Trigger My Nightmare aktiv, wo er ebenfalls Bass spielte. Auch der jetzige Gitarrist von Pierce the Veil, Tony Perry, spielte bei Trigger My Nightmare.
Mit Pierce the Veil veröffentlichte Preciado drei Alben: A Flair for the Dramatic (2007), Selfish Machines (2010) und Collide with the Sky (2012), welche sich beide in den US-Charts positionieren konnten. Als Produzent nahm er mit der US-amerikanischen Pop-Rock-Band Steal the Scenery die EP The Art of Breaking Hearts auf und war in zwei Songs auf dieser EP als Gastsänger zu hören. Auch wirkte Preciado als einer Produzenten auf der Punk Goes Classic Rock-Compilation von 2010 mit. Auch produzierte er die erste Single Get Your Mind Right von MikeyWhiskeyHands, welche über das Sublabel von Rise Records, Velocity Records, erschienen ist.
Als Solo-Künstler hat Preciado mit Believe You Me, Anatome und I’m the Secret drei Songs aufgenommen und veröffentlicht. Er ist zudem Verantwortlich für die Beats des Rappers und Mitmusiker MikeyWhiskeyHands (Mike Fuentes). Sein Pseudonym ist The Architechhh.

## Diskografie

### Mit Pierce the Veil
- 2007: A Flair for the Dramatic (Equal Vision Records)
- 2010: Selfish Machines (Equal Vision Records, 2013 über Fearless Records neu veröffentlicht)
- 2012: Collide with the Sky (Fearless Records)
- 2016: Misadventures (Fearless Records)
- 2023: Jaws of Life  (Fearless Records)

### Solo
- I’m the Secret (Single, Youtube-Veröffentlichung)
- Anatome (Single, Youtube-Veröffentlichung)
- Believe You Me (Single, Youtube-Veröffentlichung)

### Als Produzent
- 2010: Punk goes Classic Rock (Fearless Records)
- 2011: The Art of Breaking Hearts (Emerald Grand Records/Universal Music)

## Auszeichnungen
- Alternative Press Music Awards
  - 2014: Bester Bassist (gewonnen)[7]